# Rubia alaica
Rubia alaica är en måreväxtart som beskrevs av M.G. Pachomova. Rubia alaica ingår i släktet krappar, och familjen måreväxter.
Artens utbredningsområde är Tadzjikistan. Inga underarter finns listade i Catalogue of Life.